# 絶対的energy★キラッ
『絶対的energy★キラッ』（ぜったいてきエナジーキラッ）は、國府田マリ子14枚目のオリジナル・アルバム。2013年10月2日、自身のレーベル・HappyHappyHappy Recordsから発売された移籍第一弾アルバム。

## 解説
本作は8曲入りのオリジナル楽曲とカラオケ3曲を収録。
アニメ『GS美神 極楽大作戦!!』「おキヌの子守唄」を國府田自身がセルフカバー。

## 収録曲
| #   | タイトル                                                   | 作詞         | 作曲           | 編曲             |
| --- | ---------------------------------------------------------- | ------------ | -------------- | ---------------- |
| 1.  | 「はっぴいなるもの!」                                      | 國府田マリ子 | イズミカワソラ | イズミカワソラ   |
| 2.  | 「絶対的energy☆キラッ」                                    | 國府田マリ子 | 松本タカヒロ   | 松本タカヒロ     |
| 3.  | 「パジャマを着ておやすみと君と笑おう」                     | 國府田マリ子 | 西脇辰弥       | 西脇辰弥         |
| 4.  | 「穢れなき花」                                             | 國府田マリ子 | 井上うに       | 井上うに         |
| 5.  | 「ウェンディからのメッセージ」                             | 國府田マリ子 | イズミカワソラ | 井上うに         |
| 6.  | 「明日への階段」                                           | 國府田マリ子 | 上田まり       | 西脇辰弥         |
| 7.  | 「冒険しちゃう?」                                          | 國府田マリ子 | 上田まり       | 井上うに         |
| 8.  | 「おキヌの子守唄」                                         | （伝承歌）   | 佐橋俊彦       | 平畑“８ｃｈ”徹也 |
| 9.  | 「はっぴいなるもの!（Special カラオケ）」                  |              |                |                  |
| 10. | 「絶対的energy☆キラッ（Special カラオケ）」                |              |                |                  |
| 11. | 「パジャマを着ておやすみと君と笑おう（Special カラオケ）」 |              |                |                  |